# 臺灣高中課程綱要微調案
臺灣高中歷史課綱微調案，指中華民國政府在馬英九任內推動的「普通高級中學語文及社會領域課程綱要微調」中社會領域歷史科臺灣史相關課程調整引發之爭議。
該調整案由前國立臺灣大學哲學系教授、前中國統一聯盟第一副主席王曉波主導，涵蓋語文領域國文科、社會領域歷史科、公民科等科目課程綱要的修正。調整案是否去台灣化、合乎中華民國憲法受到一些公民團體及學生的質疑。也有歷史系教授認為，台灣史課綱字數修改超過三成，是實質修改。後該調整案被蔡英文政府廢止。

## 修訂背景

### 一綱多本
1990年，李登輝當選中華民國第八任總統後，為因應解嚴後的社會發展，郝柏村內閣提出一綱多本的教育政策，各級學校不再受限於國立編譯館統一編修的課本。為了一綱多本政策的推行，教育部著手訂定臺灣高中「課程綱要」，簡稱課綱，作為教科書編寫的依據。
課程綱要每每依據社會變遷、教學現場之需求持續修改，約每隔3年即會有所改動。例如：國民中小學九年一貫課程自民國89年發布暫行綱要後，在民國92年至民國95年間3年半即修正10次，其中社會學習領域在92年1月修正暫綱後又於94年8月再次修正發布。

### 88課綱
第一份高中課綱在連戰內閣時期完成修訂，於1995年發布，1999年（民國88年）開始實施，稱為「88課綱」。88課綱中，臺灣史首次成為獨立單元，但仍附屬於中國史之中。同時，教育部長吳京任內，於1997年在國中推出《認識臺灣》教材，分為社會、歷史、地理三冊，首次將臺灣相關史地整合成單一課程在國中教授。以臺灣師範大學歷史系教授王仲孚為首的學者，集合王曉波、黃麗生、潘朝陽、陳昭瑛等人，編寫《〈認識臺灣〉國中教科書參考檔》，批評《認識臺灣》教材涉及臺獨意識及及日本皇民史觀。

### 95暫綱
2001年，總統陳水扁主政時期，為因應九年一貫課程的實施，由教育部長黃榮村聘請委員重新修定課綱，其中清華大學歷史系教授張元擔任歷史科課綱召集委員。在張元等人編寫的歷史課綱中，臺灣史首次獨立成冊，脫離中國史範圍教授，將中國明、清兩朝併入世界史教授，主張學生應由本土歷史開始學習，進而學習中國史與世界史。在2003年，這份課綱首次公開，受到立法委員及媒體抨擊，張元因此辭去召集人職位，課綱修訂暫停。此份課綱在2004年教育部長杜正勝任內被重新推動，以「普通高級中學暫行課程綱要」名稱公布，在2006年（民國95年）開始使用，被稱為「95暫綱」。

### 99課綱
「95暫綱」因未完成完整的修改流程，只能作為過渡用。杜正勝隨即請周梁楷教授接下歷史科召集人，繼續進行課綱修定。由周梁楷等人編定的高中課綱，於2008年（民國97年）通過，原預計於2009年（98學年度）開始施行，又稱「98課綱」。依據「98課綱」編訂的國小、國中、高中各版教科書，經教育部於2007年委託台灣歷史學會執行「海洋教育與教科書用詞檢核計畫」，報告建議應該修改中國相關字詞。教育部將該份計畫以行政命令函轉各教科書出版社參考，如「國父」得改為「先生」，「國字」得改為「中國字」，「國曆」得改為「陽曆」，「光復」得改為「戰後」等等，作為通過審查的參考。
2008年10月，總統馬英九執政後，教育部長鄭瑞城召開「普通高級中學課程發展委員會第十八次會議」。會中，國文科召集人柯慶明教授發言為文言文、白話文之爭議提出說明，而歷史課綱則未有討論，與會代表皆支持98課綱通過。會議結束時，教育部長鄭瑞城直接裁示，國文與歷史課綱擱置，其餘通過。與會的歷史科召集人周樑楷教授，以及林富士教授曾發言抗議，但不受採納。
11月，教育部發函公告98課綱延緩至2010年（民國99年）實施，改稱「99課綱」。國文、歷史兩科，沿用95暫綱的內容，正式修改及實施的時間另外公告。「99課綱」的其他科目同樣也有微調，如2013年7月完成數學與自然領域課程綱要微調。

### 101課綱

#### 課綱制定時期
上述會議結束後，在王曉波提議下，教育部組成研商高中課程綱要專案小組，對國文與歷史課綱進行調整。專案小組召集人吳文星，委員王曉波、廖隆盛、呂芳上、黃秀政、周婉窈、王文霞、孫若怡、翁嘉聲、周愚文，以及五位高中教師李彥龍、藍朝金、林桂玲、伍少俠、林秀蓉。專案小組運作期間，黃秀政中途退出，由呂春盛取代。
2010年初，教育部長吳清基改組專案小組。呂春盛教授和林桂玲教師解聘，此外增聘九位委員，汪榮祖、林滿紅、陳永發、黃克武、許雪姬、張勝彥、陳正國、楊國賜、張曉英，增聘委員多數出身中研院史語所，主要以中國史專家居多。2月25日，課綱委員周婉窈在南方電子報上，透露教育部預備更換課綱修訂委員，並施壓委員通過王曉波提出的修正方案。周婉窈因此宣布退出專案小組。2月26日，民進黨立法委員針對此事提出質詢，行政院長吳敦義承諾台灣史和中國史的比重不會改變，臺灣史維持獨立成冊，不會改變。9月18日，中國統一聯盟等民間社團，在教育部外發起遊行，主張將歷史教科書中分離主義（台灣獨立運動）的內容刪除，以中華民族觀點重新編寫。
專案小組修改高中課綱，歷經四年，2011年初公布審訂過後的課綱，進入出版社編寫教科書、送審的階段，預計在2012年（民國101年）年施行，即「101課綱」。大致保持了98課綱的內容，除第四部份中華民國統治時期改動外，其餘部份改動不大。

#### 教科書審定期
2012年5月，教育部發給審議委員一份民眾建議意見書，其中內容分為三級：必要修正、強烈修正、積極修正，要求歷史教科用書審定委員根據投書修改教科書內容。6月，教育部安排台大政治系教授張亞中加入高中歷史教科書審定委員。民進黨立委鄭麗君指控教育部安排統派學者進入高中歷史教科書審定委員會，意圖「去台灣化」。張亞中與王曉波等委員強調，此次審議是依照中華民國憲法來進行教材修改；之後又澄清並強調高中教科書審查 「符合法制程序」並「尊重教育專業」。但是張亞中自剖，一方面透過兩岸統合學會成立3家出版社，撰寫符於統派立場的教科書；另方面則依其理念展開課綱微調。
6月13日，中華人民共和國國台辦（又稱中共中央台灣工作辦公室）發言人范麗青，在記者會中表示，教科書會對下一代產生重要影響，如果從台獨的角度編寫歷史教科書，必然會誤導下一代的台灣同胞；她還聲稱，台灣各界早就發出各種呼籲，要求把民進黨台獨執政時期修改過的教科書撥亂反正，恢復到正確的軌道上，相信這應會得到台灣大多數主流民意的支持。。
6月25日，台灣科技大學退休教授劉進興、輔仁大學歷史系教授陳君愷等人發起「我是民眾，我反對竄改歷史」搶救歷史教科書連署，獲得超過五千人連署，要求教育部也將他們的意見納入教科書。張亞中與王曉波等人也發表決議文反制，要求歷史教科書編撰應謹守憲法，避免造成一中一台或兩國論的史觀。
7月11日，執政黨中國國民黨中央常務委員會會議上，常務委員邱毅建議刪除高中歷史教科書中皇民化、台獨等不宜的內容，並將台灣與中國史合併稱為本國史。依據邱毅說法，黨主席馬英九認同，認為這是符合《憲法》的既定國策。外界視之為正式政策宣示。國民黨文傳會主委莊伯仲則在會後回答記者，馬當天僅裁示「請行政院轉請教育部慎重處理」。教育部官員也說，尚未收到總統要重啟修訂高中歷史課綱的任何指示，至於鄭麗君前一週親送的大眾意見書，已轉國家教育研究院，送不久後開會的歷史教科書審定委員會討論。

## 微調過程
2013年中，教育部以進行「錯字勘誤、內容補正及符合憲法之檢核」為由，組成檢核小組，進行針對高中國文與社會科課綱的微調，經檢核小組改寫過的課綱，經十二年國教小組表決後通過，教育部於2014年2月10日正式公布「微調」後的課綱，預定於2015年（民國104年）實施，又稱104課綱。

### 日治日據之爭
2013年7月18日，台大政治系教授張亞中與兩岸統合學會，成立克毅、史記、北一出版社，編寫三個版本的高中歷史教科書，希望「導正偏差史觀，撥亂反正。」主張將日治改為日據，引發爭議。總統馬英九、教育部認為，兩種用法都可以存在，「日據」、「日治」的教科書都予通過。
7月10日，立法院通過《高級中等教育法》，其中關於課綱訂定程序及課審會組成之條文則自103年8月1日施行。待施行細則及相關子法訂定完成後，即廢止《高級中學法》。
7月21日，台灣教師聯盟與台灣教授協會在教育部外舉布條抗議，反對將高中教材中的日治改為日據。7月22日，總統馬英九授意行政院宣布，「基於維護中華民國國家主權和民族尊嚴」，所有公文書中，一律改日治為日據，並通函各中央與地方機關，但是高中教材部份，則尊重各出版社，不作強制更改。民主進步黨與台灣團結聯盟表示反對。歷史學者擔心因公文書強制改為日據，可能造成史料及研究被迫修改。
為執行行政院更改日治為日據的命令，教育部以行政命令組成高級中等學校及國民中小學社會及語文領域檢核小組，預備針對不符合要求的名詞進行修改。由這個任務小組進行歷史課綱微調工作，提出方案，交由國教院執行。8月至9月間，檢核小組開始運作。

### 檢核小組直接微調課綱
11月23日，檢核小組召開第一次會議，國家教育研究院院長柯華葳最初只要求檢核小組對教科書中的名詞進行檢視，提出報告。朱雲鵬在會中提出臨時動議，建議由檢核小組直接微調課綱，在會中獲得通過後，開始進行課綱內容的更改。立委鄭麗君批評程序錯誤，朱雲鵬認為檢核小組有權限更改課綱。
12月27日，教育部公布高級中等教育法施行細則，並依高級中等教育法第67條之規定，將實施時間定為2014年8月1日。
2014年1月14日，課發會通過微調課綱。但在會議記錄上，與會課發會委員中，有近半的委員反對微調課綱，建議應再作審慎評估，並提出十點建議。在未做表決的狀況下，主席柯華葳逕行做出通過決議，國教院只把柯華葳作出的四點結論送到隔日的課審會分組會議。
1月17日，教育部召開公聽會，公布普通高級中學歷史科課程綱要部分修正表。
1月19日，教育部公布高級中等學校課程綱要課程審議會組成及運作辦法，規範了課綱委員的遴選辦法，施行時間依高級中等教育法第67條及施行細則之規定為當年度8月1日。

### 反對微調課綱的聲浪
1月23日，包括台灣教師聯盟、公投護台灣聯盟等多個本土團體至教育部前抗議，要求教育部撤換課綱總召王曉波及課綱委員謝大寧，並加開公聽會。民進黨發表聲明，要求停止調整高中課綱。
1月27日，約有兩百位民眾至教育部前提議。教育部發表聲明，此次修定在不更動課綱教學時數的前提下進行，主要在於錯字勘誤、內容補正及符合憲法之檢核等面向，同時並依據我國憲法及「兩岸人民關係條例」規定，檢視課程綱要中相關用語，以符合法制及社會實際需求。在12年國教課程審議會進行表決後，以多數確定通過經檢核小組修訂的國文及歷史、地理、公民共四科課綱「微調」。《自由時報》報導，教育部曾動員國教審議委員，促使課綱修正通過。
1月29日，臺南市長賴清德宣布臺南市拒用教育部的最新課綱。2月5日，民進黨中常會決議，民進黨執政的6個縣市（高雄市、臺南市、宜蘭縣、雲林縣、嘉義縣、屏東縣）將不配合教育部這次片面黑箱通過的歷史課綱調整，杯葛教育部違背事實以大中國觀看世界，去台灣化。
2月6日，教育部部長蔣偉寧受訪時表示，課綱調整合憲、合法、合程序，將會在2月10日公告通過。課綱調整後，由教科書出版公司自行編輯教科書，由學校自行選擇，希望地方政府不要干涉學校自主選書權力。主任秘書王作台認為，調整課綱符合程序，主要目的在於去日本化，以及符合中華民國憲法。
2月3日，公民教師行動聯盟發起連署活動《堅持程序正義，反黑箱微調》，認為此次調整不符程序正義，要求教育部公開檢核小組成員名單，及會議記錄，重新討論調整內容，以符合民主程序。2月10日，包括全國教師工會總聯合會、公民教師行動聯盟、高中公民、歷史及國文老師、高中學生社團、台灣文史系所大學教授、公民與法治教育基金會、台灣教授協會、司改會等十多個團體，要求教育部暫停實施微調課綱，要求公布檢核小組名單及相關會議記錄。原住民族青年團體，也召開記者會，抗議課綱中沒有納入原住民族觀點，要求撤銷課綱微調。
2月14日，數個臺灣原住民族團體聯合召開記者會，要求把制定課綱的權利，還給原住民族，拒絕政府繼續以殖民心態對待原住民族。
2月20日，台灣永社並認為教育部長蔣偉寧在1月主持的課審會議程記錄中，寫下高中分組會議「同意」公民課綱微調，但與會者會後轉述，會議內容應是「不同意」微調。以此告發蔣偉寧偽造文書。台灣人權促進會去函教育部與國家教育研究院要求公開課審會議成員名單、完整會議及投票紀錄。但台灣人權促進會所提的訴願遭到教育部拒絕，於是向行政法院提出訴訟。
2月28日，為抗議高中課綱微調違反程序正義，公民覺醒聯盟與公民教師行動聯盟發起兩天一夜的『228翻轉教室 - 街頭公民課』，街頭抗議靜坐活動。估計上百人參與靜坐、公民論壇及晚會，其中5位公民老師更展開飢餓28小時靜坐，以行動表達抗議。。
政大台史所教授薛化元經電子郵件發起連署，反對此次歷史課綱調整。3月9日，在台南召開記者會，發表共同聲明「我們反對違背學術專業的微調課綱」。此次聲明，共有139位歷史相關科系研究員與教授參與，總共包括中研院2位所長、30位研究員，以及大學歷史系8位系主任、6位台灣史相關所長、系主任等加入，是台灣第一次以歷史相關學者教授為主、連署最多的公開聲明。
3月28日，中研院研究員張茂桂因為不滿教育部過份干預課綱修定工作，以及教育部長蔣偉寧對太陽花學運的發言，宣布辭去十二年國教總綱研修委員。
9月4日，行政院通過廢止《高級中學法》。9日，教育部將廢止公文送到立法院審議。

### 反對運動
針對教育部堅持不肯公開檢核小組成員名單及會議內容紀錄，台灣人權促進會提起訴訟。2015年2月12日臺北高等行政法院一審，根據《政府資訊公開法》，判決教育部敗訴，教育部應提供「十二年國民基本教育課程審議會」會議紀錄，供台權會閱覽、抄錄其中簽到表部份；記名投票單部份，亦應供閱覽和抄錄，訴訟費用則由教育部負擔。教育部長吳思華表示不會因此停止新課綱的實行。
台灣團結聯盟主席黃昆輝、民進黨立委陳亭妃、台灣教授協會秘書長許文堂、政治大學教授徐世榮主張應該公布相關內容，在社會完整討論前，退回這份微調課綱
根據這份被調整過的課綱所編寫的教科書，將在2015年8月開始使用。4月20日，由人本基金會、台權會等團體組成反黑箱課綱行動聯盟，開始向各縣市政府遊說，要求他們拒絕使用新教科書，繼續使用原有課科書。包括台北市、高雄市、台中市與台南市等14個縣市首長，皆發表聲明，將繼續使用以舊版課綱編寫的教科書。國教院教科書中心主任楊國揚認為，根據教科書審定辦法，書商必須提供以新版課綱來編寫的教科書版本來讓學校選擇，但因選書權在老師，如果老師選舊版教科書，書商印舊版教科書，國教院則無法可管。
5月6日，包括詩人鴻鴻等十多名台灣作家、學者赴立法院，抗議新版國文課綱古文比例太高。
5月19日，南洋台灣姊妹會 、台灣國際家庭互助協會、婦女新知基金會、台灣國際勞工協會、台灣性別平等教育協會及台灣人權促進會等，認為地理課綱在微調後，加入使用「外籍新娘」、「菲傭」、「印傭」等字眼，涉及種族歧視、霸凌歧視新移民女性，違反入出國及移民法的反歧視條款。
6月1日，教育部召開記者會，部長吳思華針對課綱議題提出「新舊教科書併行」、「新舊版教科書差異不列入大考命題」、「依程序啟動課綱檢討」等三項政策，同時聲明不干涉各校選教科書的權利。但反黑箱課綱行動聯盟成員、人本基金會執行長馮喬蘭稍後則表示，不接受吳思華的說法，希望更多學校與學生與教師站出來，要求教育部撤回非法的微調課綱。公民教師行動聯盟發言人黃益中表示，教育部應公布課綱所有的會議紀錄，撤回黑箱課綱，所有相關官員下台。
5月6日，由教育部長吳思華署名發給全國高中的公文要求「學校應選用新版教科用書」。另由國家教育研究院發給教科書出版社的公文也要求「原舊版存書於新書發行時作廢，不得再銷售」。由於公文對學校和出版社均有拘束力，出版社將無法繼續提供舊版給學校使用為教科書。對此，吳思華於6月1日回應記者會上的提問，表示公文是之前由各司處依職權發出，教育部尊重，亦即「不會收回公文」。
根據自由時報報導，有227所高中職學校的學生社團站出來反臺灣高中歷史課綱微調案。課綱爭議持續引起部份教育界人士、教師、學生等表達反對意見。高中職學生主動發起「反黑箱課綱」之相關組織，響應：一、撤回黑箱反專業的「微調」課綱。二、立即公開課綱「微調」與制定中的十二年國教領綱相關資訊。三、建立課綱審定的公共參與程序等三大訴求。台師大、真理大學台文系也有部分學生成立粉絲專頁支持高中生的行動，針對這些抗爭活動，教育部長吳思華出面召開記者會表示，尊重各校教師自主選書或自編教材，若學校選用舊版教科書，教育部也予以尊重。。
6月25日，教育部長吳思華公佈給全國高中職生的一封信
7月5日，100多名高中生走上街頭，撐起黑傘反對黑箱課綱微調，但被發現這場活動背後有民進黨提供資源。北區反課綱高校聯盟總召朱震亦坦承，該場活動確實有和民進黨、台聯等政黨合作，並表示因為學生力量不足、資源不夠，所以他們使用綠黨的辦公室開會，路權從台聯借來，活動對講機是向民進黨借，抗議當天也有請社民黨的立委參選人苗博雅在舞台旁向大家致意。不過朱震強調，並非只接受某一方面或特定立場的挹注，基本上只要願意幫助他們進行活動者，都樂於接受其幫助。
7月13日下午3時，學生集結在國教署大門，高喊「退回課綱」「拒絕密室晤談」等口號，抗議教育部日前臨時取消3場座談會後又私下邀約學生代表會談，並且禁止媒體採訪。下午3時10分左右，13名學生拉起阻隔內外的鐵欄，推開大門後衝進國教署5樓，要求署長立即出面回應。7月23日深夜，在教育部前抗議的學生團體成員，入侵教育部，進入部長辦公室。共有33名成員遭警方逮捕，現場的記者遭警方阻止採訪及驅離，包括自由時報記者廖振輝、苦勞網記者宋小海及新頭殼記者林雨佑三位記者被警方拘捕。
7月23日早上7時，北區反課綱高校聯盟成員許冠澤，周子翔於教育部前展開預計25天的「徒步環島反課綱」活動。
7月23日，在教育部前抗議的學生團體成員及自由時報等3位記者，運用鋁梯越過教育部北邊福利社屋頂入，進入教育部部長辦公室，並破壞公物、架住值勤人員。共有33名成員遭警方逮捕，現場的記者遭警方阻止採訪及驅離，包括自由時報記者廖振輝、苦勞網記者宋小海及新頭殼記者林雨佑三位記者被警方拘捕。7月24日，吳思華發表聲明，教育部對抗議群眾提起告訴，其中有11位未成年學生移送少年法庭，記者若純是採訪，則不予告訴。。被捕的記者以堅持採訪自由為由，拒絕檢方以一萬元交保的決定，北檢改為限制住居後無保釋放。台北市長柯文哲為警方妨礙記者採訪的作為，公開致歉。愛國同心會批評舊課綱為「日本雜種課綱」，至教育部前進行抗議活動，聲援吳思華。
7月28日，因應反課綱團體之抗議行動，行政院宣示三原則：1. 新舊版教科書併行：課綱微調自103年2月10日發布後，目前已進入選書階段。教育部會完全尊重各校教師自主選書或自編教材，不會有其他行政干預。2. 新舊版教科書差異部分：不列入大學入學考試命題107學年度的大學入學考試，將參酌立法院104年5月6日教育文化委員會第8屆第7會期第10次會議的臨時提案第三案決議，教育部將轉請大考中心遵行，以維護所有考生的權益。3. 即刻依程序啟動課綱檢討：過去兩年有關新舊課綱，社會各界都提出很多不同意見，顯示國人對於部分史實、事件脈絡與國家定位存在不同觀點，為讓不同團體針對差異點進行充分對話，教育部將建立更廣泛的溝通開放平台，希望透過完整的對話機會，存異求同，尋求社會最大共識；教育部並表示將有四場座談會，教長吳思華也會親上火線與學生對談；而行政院發言人孫立群出席活動時受訪指出，對於有學生進到教育部一事，行政院長毛治國第一時間指示教育部要妥善處理，也不要忘記持續和同學溝通；針對課綱微調爭議，行政院最在意的是學生權益是否受影響。教育部則表示微調後的課綱已於103年2月10日公布，因已完成合法程序，所以在法律上是有效的。各教科書出版社也依微調後的課綱編寫教科書，並完成審定工作，目前各校也完成選書作業，如果貿然退回課綱，涉及教師選書、教學現場及出版商的權益。故決定教科書採新、舊版本併行方式，高中教師能自主選用新版或舊版教科書，或自編教材補充差異內容。也就是說，課綱雖有微調的不同，但教師教學和學生學習，可以自己選擇或決定，不受影響。另外為顧及考生權益，新舊版教科書差異部分，107學年度大學入學考試將不納入命題範圍。教育部也認為課綱係一原則性之規範，教科書則可以在此規範下，採多元方式編寫，故形成所謂「一綱多本」的情形。教師教學時，更可自行編寫補充教材，對於不足部分予以補充，並注意學生思考能力的激發與健全人格的養成。教育部容許教科書新舊版本併行，學校教師依法選用教科書版本，教育部也不會干涉。此亦充分顯示教育部尊重多元史觀。
7月30日，反課綱北區高校聯盟發言人林冠華在住家自殺身亡，沒發現遺書，時任新北市教育局長的林騰蛟常務次長表示，7月28日下午聽聞林生可能自殺的訊息，即透過各種管道預防，林生亦經父母特別關注，惟7月30日林母於上午8時許到林生房間探望，發現兒子發現房門鎖住，打開房門後，見林生已死亡；林騰蛟在當日上午前往林家探視，其家人表示林冠華長期患有憂鬱症，並預言自己會在20歲結束生命，因此認為其自殺應與反抗課綱無關，林生家人也不希望兩者扯上關係。教育部表示對此事感到難過意外，希望各界面對爭議，能平合理性溝通，不要再發生這樣遺憾的事情。教育吳思華部長聽聞此消息後旋即前往探望林家，並於林家與莊敬工家校長一起召開記者會，表示很難過於沒能阻止憾事發生，心中愧疚，現場並播放林生母親聲明之錄音。|。晚間，抗議群眾短暫衝入立法院圍牆內抗議並要求立法委員召開臨時會，取消課綱微調，民進黨團總召柯建銘、台聯黨團總召賴振昌也都到場聲援。並同意召開臨時會，要求立法院長王金平明天召開朝野協商。抗議群眾隨後退回到教育部前。
7月31日，反課綱學生仍聚集在教育部前，要求撤銷新課綱及吳思華下臺。
7月31日，立法院長王金平協同教育部與立院朝野黨團召開朝野協商，教育部長吳思華以「課本已經印了」為由拒絕暫緩實行課綱。民進黨團表態願意支持召開臨時會，在國民黨團方面，國民黨中央政策會執行長賴士葆表示有條件支持召開臨時會，但條件為必須包裹，同時審理組改、募兵條例及延長外籍勞工服務年限的就業服務法52條。
8月2日，教育部長吳思華接受專訪時表示，立法院要召開臨時會，他會尊重立院決議；但假若最後要求撤回課綱，他則重申，新課綱去年2月就已公告實施，他會努力協商，讓行政、立法兩端，共同找出一個可執行的方案；而至於要不要對24名闖入教育部的學生撤告，吳思華則表示，一直留有撤告空間，目前檢方偵辦中，但即使檢方起訴，教部也可以撤告，未成年高中以下學生原則上希望不追究；18歲以上在學學生，如果願意承認行為脫序，也會撤告。吳思華並強調，不提告是教育部的目標，只是需要社會大眾支持以合乎法治的行為表達意見。而針對立法院於8月4日上午將召開談話會，決定是否召開臨時會。民進黨表示將動員全力促成召開臨時會，但國民黨立委多數則傾向反對，認為制定課綱是行政權事宜，立法權不應凌駕；挺王派立委也態度低調。國民黨主席朱立倫表示贊成召開臨時會，但認為應包括非政治的民生法案，至於黨團整體態度，將在周二談話會前召開黨團大會確定。
8月5日，教育部依照天然災害處理辦法，請台北市長柯文哲出面呼籲反課綱學生撤離，柯文哲於晚間密會反課綱學生代表，地點選在台灣北社辦公室，事前沒有將訊息告知媒體，事後才由雙方證實。學生代表陳建勳之後解釋，會談是北市府主動提出，柯文哲有請他們先不要跟媒體公布，怕媒體一擁而上，讓對談無法進行。「昨天晚上（會談後）媒體問我，我有承認有舉行，只是沒在會談前和會談中公布而已。」，至於為何選在北社辦公室？陳建勳也解釋，純粹只是考量地點遠近和場地方便而已。
8月5日，民進黨舉行中執會，黨發言人鄭運鵬轉述黨主席蔡英文在會中談話，蔡英文在會中指出，學生們對理想的堅持，民進黨給予充分的支持和肯定，學生們已經創造了歷史，改變了社會對教育的刻板印象；因為學生們的堅持，讓社會瞭解到教育過程中獨立思考的重要性；因為學生們的努力，讓黑箱課綱的政治操作，必須攤開在陽光下被檢視，這是屬於學生們的成就；蔡英文並表示，對立法院無法達成召開臨時會的共識，民進黨感到遺憾；但國會協商結論建議教育部依高級中等教育法第43條規定，立即啟動「高級中等以下學校課程審議會」進行課綱檢討，該結論已經充分說明教育部此次課綱微調，的確存在瑕疵與爭議，並未依法辦理；民進黨將採取下列四項措施，以確保教育部確實執行昨天朝野協商的結論：一、由林萬億主責，會同智庫、黨團、執政縣市、及學者專家，組成專案小組，嚴格監督課綱的檢討過程；除此之外，該小組也將監督目前教育部正在進行的十二年國教課綱審議，二、為確保各高中職自由選書的權利，民進黨執政13縣市將重新發函轄內所有高中職學校，特別是採用新課綱的學校，說明朝野協商結論，民進黨執政13縣市政府將會籌措經費，協助各校重新選書，三、要求政府再度重申101年課綱的有效性，並且支應加印101年課綱教材的經費，四、請民進黨立院黨團前往拜會教育部，務必保障各校自由選書的權利，確保課綱檢討過程公開透明。
8月6日晚間8時，反課綱團體的學生代表發表聯合聲明，宣布因應颱風來襲、訴求階段性達成及學生壓力過大等3個因素而即刻退場，結束在教育部門口的抗議活動，撤離教育部前廣場。反課綱學生代表陳建勳並表示，離開教育部後，反課綱學生會深入各縣市校園，監督各校重新選書。
8月15日，50多名在網路串連的學生和民眾手持「支持政府，依法行政」標語，一邊唱國歌，一邊前進教育部，表達挺新課綱，占領行政機關不是抗議的必要手段，請反課綱的學生要勇於承擔法律責任，華夏科技大學大一學生顏暐恒在反課綱學生占領教育部期間，在臉書號召群眾發起「挺課綱，挺法治」抗議活動，獲得3400多人支持，今天上午有台大、成功高中、南港高中等學生和民眾等超過50多人到場，一路從台大醫院步行到教育部門前，手持國旗，身穿藍紅白顏色衣服，送花束給教育部，還有標語寫「警察辛苦了。」，顏暐恒說，他以個人名義發起活動，看不慣一有爭議就以違法方式表達訴求。他過去是沉默大眾，但社會應該要有不同的聲音，但現在只剩下一種聲音，應該站出來，表達另一種聲音，台大農經系大一學生劉昱佑則認為，民進黨主席蔡英文把政治黑手伸進教育專業，是錯誤的示範，政黨不該破壞民主法治。
8月28日，教育部召開「高級中等以下學校課程審議會」第3次大會，決議成立高中歷史課綱專家諮詢小組，檢討微調課綱，成員13-19人，由各界推薦；不過，課審會透過記名表決，否決學生擔任小組成員，但關心課綱議題的學生團體可推薦人選，教育部次長林騰蛟說，課審會成員共45人，今天32人出席，會中決議組成歷史課綱專家小組，檢討103微調歷史課綱，成員共13-19人，包含課程學者專家2-4人、歷史學者專家4-6人、高中歷史教師6-8人及教育行政單位代表1人；至於小組成員的產生，由教育學術相關機關、學校、法人及家長、教師、校長、及學生等關心課綱的民間團體推薦，再由教育部長就各界推薦及人才資料庫名單中遴聘。教育部未來除將公布小組會議紀錄，委員名單及個別委員發言摘要也都會對外公開，而針對學生應否擔任小組委員，在會中充分討論後，採記名投票表決，當時在場27人以15票對12票否決提議；但考量學生為受教主體，審議委員建議專家小組討論過程中，應積極辦理學生座談會及公聽會，至少各1場次；林騰蛟指出，課審會委員反對學生擔任歷史課綱小組的理由，主要認為專家小組應從學理思辨、檢討微調課綱，高中生連高中歷史課都還沒上完，專業能力恐較不足；且全國高中生有好幾十萬人，要選出一兩名代表參與專家小組，恐不易產生，即使選出代表，也將承受很大壓力，若發言觸怒某些學生，可能有人身安全。 林騰蛟說，歷史課綱專家小組預計能在9月底前組成，主要工作有三項，一為釐清新舊課綱爭議點，並就後續歷史課綱研修方式與撰寫原則提出建議；二是提出歷史補充教材撰寫的建議指導原則；三是依據檢討結果，提出歷史課綱審議程序及處理機制的建議原則。
9月11日，反黑箱課綱行動聯盟發出聲明表示，儘管違法微調課綱的教科書已經上路，但10月將是高中第二冊用書的選書時間，針對高中歷史課本第二冊，中國史的內容更是大倒退，將「中國」全數改成「我國」或「中國大陸」，在此聯盟呼籲各校老師，不要選用微調課綱所編定的教科書，拒絕不願面對爭議和民眾質疑、最佳反民主教材的作弊微調課綱。。
9月19日，國家教育研究院公布「新舊課綱有爭議處不考執行方式草案」，草擬4個大學升學考試的出題處理原則，將適用在目前高一新生。基於教育部承諾，高中歷史新舊課綱有爭議的部分不列入考題，國教院副院長曾世杰表示，台灣史有爭議的部分，從17項增至80多項。國教院近日召集大考中心、學科中心等的學者專家，討論後草擬4大原則。即日起50天內，也會蒐集全台1200名歷史教師的意見，彙整後做成定案，再轉由大考中心實施。這4個處理方式包括，遇到非選題時，在微調課綱前後有差異的名詞，都不扣分。例如「台灣」或「我國」；「中國」、「大陸」、「中國大陸」；「鄭氏」、「明鄭」；「清代」、「清廷」等；第二是時序差異。微調課綱將台灣戰後時期的歷史，由原本的「主題式」改成「時序式」，不影響價值觀的差別，且新舊課綱都有，仍可出題。例如說明大航海時代，西方列強興起與對殖民地競逐，台灣地理位置特色，及16世紀中葉後東亞情勢的變化；第三是微調課綱新增而舊課綱沒有，或舊課綱有、但新課綱刪除的內容，就不會出題。例如新課綱新增孫運璿，考題就不會出「台灣經濟奇蹟幕後推手是孫運璿」這樣的考題。第四是不論課綱調整前後，文字雖有改變，但實質內容一樣，仍會出題。例如台灣文化發展，舊課綱是「簡述」，新課綱變成「說明」，但實質內容仍一樣，依然會考。而針對課綱微調爭議，國教院也公布「大家一起寫教材」網站，希望成為師生教學與學習的平台，網站上也有高中歷史補充教材、學生創作園地、教師專業發展活動等資訊，曾世杰表示，網站建置以台灣史優先，預計11月完成，3年內陸續增設中國史、世界史。教育部長吳思華指出，「大家一起寫教材」網站主要是讓歷史教材回歸專業，目前社會大眾對歷史科意見較多，因此先由歷史科做起，之後再延續到其他科目，讓老師的教學更自主和有彈性。

### 廢止微調課綱
2016年5月21日，教育部長潘文忠上任召開記者會，宣布將在近日內以行政命令廢止103年通過的社會、國文科微調課綱，但學校如果已完成選書程序，仍可使用新版本的教科書。教育部課程審議會103年1月表決通過高中課綱微調，部分內容引發爭議，例如「日本統治時期」改為「日本殖民統治時期」；「白色恐怖」時期的歷史，增加反共政策等背後原因，引起民主進步黨和部分民間團體不滿，接連舉辦抗議活動。民主進步黨於5月20日正式執政，教育部長潘文忠舉辦上任後第一場記者會表示，103年通過的微調課綱，程序不正義、參與研修人員代表性不足，將在最快時間內廢止微調課綱。教育部在書面報告中指出，雖廢止103年微調課綱，但已完成105學年度上學期選書程序的學校，教育部會尊重學校的選書權，仍可使用依據103微調課綱編撰的教科書。但105學年度下學期之後，至107年十二年國教課綱接上來的過渡時期，則需使用101課綱版本。。
2016年5月31日，教育部正式廢止103年通過的高中社會及國文課微調課綱。
2016年7月5日，教育部表示依「高級中等教育法」第43條之1規定，非政府代表的審議大會委員首度納入學生代表，據教育部105年6月18日召開「課程審議會學生代表產生方式諮詢會議」取得的共識，將召開遴選委員會議，針對有意願擔任課審會委員候選人的學生，進行相關說明及遴選作業，教育部並指出，本次會議開放凡具有學生身分或離校未滿一年者，皆可登記參加，不限制學生身分，中小學生及大專生、研究生皆可報名，但學者李家同對此政策的正當性作出質疑。

## 微調爭點
「普通高級中學語文及社會領域課程綱要微調」是馬英九政府執政時，中華民國教育部對101課綱語文、社會二領域課程綱要的調整，於民國102年（2013年）通過。
官方認為，在不更動總綱的原則下，對課綱進行局部調整、修正或勘誤，稱為微調。該次調整只涉及少數錯字及用語的調整，並改正了前一份課綱不合中華民國憲法之處，官方認為是微調。反對立場的學者及民眾，認為該調整對臺灣史中特定議題有大幅度變更，也引發歷史教育學界及政界中的爭議。國文科、公民科與地理科等課綱內容也被做出修正，但是其幅度不大，引起的關注也相對較低。

### 程序部分
賴和文教基金會等反對者認為修訂不符合民主程序、不具專業性，以政治力指導教學，企圖去台灣化。《自由時報》則報導課綱調整案「檢核小組」部分組員是鮮明的統派組織成員，還有國民黨智庫人員入列，因此評價其同質性過高，專業分工的安排太具政治性。陳水扁政府時代的課綱審議委員、台大歷史系教授周婉窈亦表示，關於台灣史課綱字數修改超過三成，已涉及實質修改。
但馬英九政府則認為，103年完成國文與社會領域課程綱要微調，並為因應教科用書編寫及教師教學準備，本次課程綱要微調定於104學年度實施，符合至少實施3年1輪再調整之理念。
各界人士和民間團體針對資訊不透明、程序草率與內容爭議提出強烈質疑和抗議，並就教育部未公開提供課綱調整過程的資訊，於訴願遭行政院駁回後向臺北高等行政法院提起訴訟。一審高等行政院判決教育部敗訴，應提供所謂檢核小組的成員名單，而自由時報報導指出，在抗議聲浪不斷與法院敗訴的情形下，教育部依然強推，並表示這份被調整過的課綱所編寫的教科書將在2015年8月開始使用，引發全國譁然。此外，臺灣原住民族團體認為，此次修改，再度強調漢人中心史觀，忽視了臺灣原住民族的地位。
而事實上教育部於臺中一中所舉辦的普通高級中學國文及社會領域課程綱要微調座談會已提出說明，關於臺北高等行政法院一審宣判教育部普通高級中學課程綱要微調未提供完整公開資訊敗訴一事，教育部鑑於該審判決錯誤適用政府資訊公開法第 18 條第 1 項第 3 款規定，顯有判決違背法令之違誤，故已決定向臺北高等行政法院提出上訴。有關政府資訊之公開，依立法院職權行使法之規定，國會行使調查權須組成調閱委員會或調閱專案小組，經院會決議始得為之。如人民得要求政府機關提供相關政府資訊，進而對於課程綱要調整之審查過程進行直接監督，與立法院行使政府資訊調閱權，顯不相當。教育部基於課程綱要之研發、審議具有高度之專業自主性，為使各委員於修訂或審議過程能專心致力，避免無謂干擾，經衡酌相關公益，裁量公開相關會議紀錄及於課程綱要發布後之課程綱要修訂過程公開委員名單，以及不公開記名投票單等政府資訊，係屬合法妥適之行政裁量。
教育部也陳明: 基於對與會委員之尊重，為確保之後參與政府機關會議的委員都能暢所欲言，進行翔實的思考辯論，並避免持不同意見者的質疑等困擾，就涉及意見溝通討論或思辯過程之個別委員所提意見，依政府資訊公開法第18條第2項及最高法院99年判字579號判決意旨，不予對外提供，但於課程標準或綱要發布後，即依過去慣例公布全部委員名單，各委員名單也均會收錄於課程標準或課程綱要之後的「修訂過程」之中，以示尊重與負責。
台灣人權促進會等團體認為，教育部103年1月通過高中社會領域課程綱領微調方案（即課綱微調案），但課綱審議過程資訊不透明，提起行政訴訟，要求公開提供課綱調整會議紀錄和審議委員名單等資訊，台北高等行政法院原本判教育部敗訴，應提供台權會該會議紀錄及可閱覽、抄錄審議委員簽到表和記民投票單，但最高行政法院認為，雖需公開，但應考量到公開資訊到何種程度，以兼顧公益考量的平衡點，於2016年5月12日發回台北高等行政法院重審。台北高等行政法院原判認為，政府資訊以公開為原則，判教育部提供「十二年國民基本教育課程審議會」會議紀錄；至於簽到表和記名投票單部份，只能閱覽和抄錄。但全案上訴後，最高行政法院認為審議過程的發言有高度公益性，但也必須保障審議委員暢所欲言的權利，應取得平衡點，因此發回台北高等行政法院重審。最高行政法院並指出，台北高等行政法院應重新審酌包括，資訊公開到何種程度，才能兼顧審議委員暢所欲言的權利和民眾知的權利；其次，審議資訊內容是否具高度敏感性、審議過程是否已完成、是否涉及對相同立場公務員造成影響、公開壓力是否對於審議品質、程序造成傷害，資訊是否因時間經過而限制理由不存在、有關委員個人資訊、隱私的敏感性等。。

### 課綱檢核小組成員
教育部尚未正式公開課綱檢核小組成員名單。根據《自由時報》記者報導，其中包括世新大學中文系兼任教授、前國立臺灣大學哲學系教授、前中國統一聯盟第一副主席王曉波、佛光大學中文系教授謝大寧、臺大政治系教授包宗和、中央大學經濟系教授朱雲鵬、臺大中文系教授陳昭瑛、政大中文系名譽教授董金裕、師範大學東亞文化暨發展學系教授潘朝陽、高師大地理系教授吳連賞、海洋大學海洋文化所教授黃麗生、世新大學通識中心教授李功勤，並由王曉波擔任小組召集人。另國教院院長柯華葳雖不在檢核小組名單中，但曾以主管單位身分參加第一次的檢核小組聯席會議，國史館館長呂芳上雖然在一開始被圈選進入檢核成員中，但是檢核小組12次開會中，呂芳上都未出席。「檢核小組」之下依據學科又設四個分組，分別是：國文（陳昭瑛、謝大寧、董金裕），歷史（黃麗生、李功勤）、地理（潘朝陽、吳連賞）、公民與社會（朱雲鵬、包宗和）。其中，歷史分組另有世新大學通識中心教授喻蓉蓉參與。
立法委員鄭麗君對外公布國教院的「十二年國教領綱研修計畫總計畫第七次聯席會議紀錄」。教育部在十二年國教教綱修定上，未依照慣例，勾選國教會中的人員，而是另外提出新名單，新名單上的人選全部保密。在會議紀錄上的人名全部保密，沒有發言摘要紀錄，只提供結論。前課綱委員周婉窈指出之前的課綱修訂委員皆是學界人士，名單都會對外公布，會議紀錄上也會有每個人的發言記錄。
但是國教院表示，有關審議會紀錄等資料，教育部已依政府資訊公開法第 18 條第 2 項之規定，於103年2月27日依申請對外提供103年1月25日高中分組會議及103年1月27日課程審議會審議大會之會議紀錄，使社會大眾知悉十二年國民基本教育課程審議會高中分組會議紀錄所載決議情形，與課程審議會審議大會議程所載並無不符；而另有關委員名單、錄音檔及記名投票單等資料，為避免於審議過程中公開委員名單等資料，造成將來學者專家參加審議會議之意願低落，或只有俗媚逢迎於輿論而非依專業良心之人士參加時，使審議制度運作困難或功能喪失。且其審議過程亦涉及溝通討論或思辯過程，於審議過程中保密是為了避免委員因為身分曝光而不敢發言的寒蟬效應，教育部亦陳明於本案全部審議程序終結後，即依慣例公布全部委員名單，顯然仍有事後監督機制，屆時全體委員仍可受社會公評。
另針對民進黨立委鄭麗君公布高中歷史及國文課綱會議錄音稿，指微調過程黑箱作業。教育部表示，課綱修訂符合程序，並批評綠營立委將學者的溝通過程寫成逐字稿公開，這種打擊異己的手段，才是另類「白色恐怖」，不符合民主社會期待；教育部次長林淑真說，課綱會議是學者之間的思辨與溝通的過程，並不是結論，不應該赤裸裸的以逐字方式公佈，造成與會學者恐懼、噤聲，未來還有誰敢參加會議、講真話？教育部主秘王作臺也說，每次工作會議2至4小時，立委卻只截取25分鐘，「斷章取義，這種做法不適宜現在的民主社會。」
而事實上，在陳水扁總統主政時期，為因應九年一貫教育課程的實施，由教育部長黃榮村聘請委員重新修定課綱，於審議過程中，因時任歷史課程綱要審查小組召集人的杜正勝希望在尊重學術審查自由的立場下，不要公布審查委員名單，以避免委員遭受干擾及承受不必要的壓力，所以當時教育部亦將審議小組的名單全部保密。

### 課綱內容

#### 公民與社會科
公民與社會科課程綱要原本在「政府侵害人權」部分提及「…蔑視人權的歷史教訓，例如：我國的白色恐怖、良心犯、德國納粹等」，調整為「…蔑視人權的歷史教訓，例如政府濫用權力對人民的迫害，以及殖民政府對殖民地人民的歧視」，以概括性說明取代原本限定的舉例，教育部認為是回歸「課綱屬綱要性規範」之性質。教育部相信，授課教師還是可以在課堂上補充白色恐怖，增加學生多元知識，不強迫教導。國家教育研究院認為，刪除舉例可以讓教科書編寫有更多自由。如公民與社會科六版本中，有四版本仍提及白色恐怖，南一版新舊版均未提及，僅康熹版將白色恐怖移除。
多元文化單元中，原本的「介紹文化權與多元文化」改為「說明臺灣社會所具有的中華文化傳統，並介紹文化權與多元文化」。
公民教師行動聯盟發言人、大直高中公民與社會教師黃益中表示，他和一些教師認為，是課綱刪除人權事件，造成教科書商刪減了相關內容，將導致課本中對人權及政府職權的討論失去篇幅與重視。他亦聲稱，教育部認為刪除白色恐怖舉例可以減輕教師負擔，但他不認同，因為新課綱中加重介紹中華文化。

#### 地理科
地理課綱多為用語調整，內容改變不大。其中加入「外籍新娘」、「菲傭」、「印傭」等名詞，一些民間團體認為違反2008年通過的《入出國及移民法》中的反歧視條款。

#### 國文科
98課綱與101課綱比較，台灣相關題材作品由二成減少至一成，文言文作品比例提高
根據作家朱宥勳整理，政府認為在國文課綱只「微調」了兩處，但他比較98課綱與104課綱後，認為國文課綱至少調整了五個地方：
1. 在舊課綱當中，文言文比例採累進制，高一40%、高二45%、高三50%，各家教科書可保留正負5%增減的空間。新課綱則規定總體文言文比例是45%-65%，但取消教科書編者的增減空間。
2. 在課綱附錄中，有編選考清單，舊課綱裡，編選參考清單有40篇，其中台灣題材的有8篇；而在新課綱裡，參考清單有30篇，其中台灣題材的剩下3篇，比例從20%減少到10%。
3. 舊課綱中列出的選修科目，包括區域文學選讀、小說選讀、論孟選讀、語文表達及應用。新課綱中，則只有中華文化基本教材一項，列為必選。
4. 舊課綱中，列有核心能力一節，用以評估教學成果。在新課綱中遭刪除。
5. 舊課綱中，列出選文標準為：「選文應語言曉暢、具文學性，並顧及當代議題（如:海洋文化、性別平等、人權法治、生命教育、環保教育、永續發展、多元文化等議題）。」在新課綱中遭刪除[123]。

對此，教育部認為，有關國文科微調後，文言文比率問題，依據101學年度實施的普通高級中學國文科課程綱要規定，文言範文所占比率為45%至65%。此次國文科課程綱要微調，基於考慮文化經典應該涵蓋經史子集四部，並配合原課綱中文言篇章三十篇，將《楚辭》、《荀子》、《史記》納入中華文化經典教材選文範圍。因新增文化經典教材在原課綱中已列入教科書必選的文言篇章三十篇中，文言範文不會重複編選，教科書文言範文仍維持45%至65%之比率，沒有增加。

#### 歷史科

##### 民間統計版本
98課綱與專案小組於2012年公布的101課綱，除第四單元中華民國時期：當代臺灣外，內容上相去不遠。根據臺大歷史系教授周婉窈統計，104課綱歷史科的內容，與101課綱相較，臺灣史課綱：微調前1,937字，微調後共2,404字，被修改1,169字（新增818字，刪除351字），比例達60.4%。。惟微調過程中許多增刪內容其實是文字位置的調整，例如歷史課綱的(一)-3-1-3被併入同單元1-1的「理番政策」中，此外還有課綱間的移動，如「白色恐怖」由公民課綱移動到歷史課綱等等，故其計算出的比例可能有爭議。
在台灣史部份之外，中國史課綱，修改佔全部比例3.0%，清代以前僅有0.7％。世界史課綱修改比例2.2%；扣掉中國文化則占2.7%。這次課綱微調後，主要改變在於歷史課綱部份，特別是針對台灣史。
根據自由時報及民報的報導，微調過後的課綱，在台灣史部份的主要不同處為：
第一單元，早期台灣，有五處變動。強化漢人來台部份，增入宋元對澎湖的經營，加入史實有爭議的顏思齊，刪除濱田彌兵衛事件與麻豆事件，減少介紹早期漢人殖民社區。減少對大航海時代的介紹。恢復傳統西方列強興起與殖民地擴張的內容，刪除台灣與世界體系互動部份，荷西治台改為荷西入台。將鄭氏王朝改為明鄭，刪除鄭氏王朝與國際互動的部份，包括明鄭與荷、英所訂條約的內容，其與清朝的談判，改為強調其覆亡的過程。
第二單元，清朝統治時期。將清朝改為清廷，強調原有的鴉片戰爭、羅妹號事件、牡丹社事件，大幅度增加中法戰爭的內容。強調清朝時對台灣的現代化建設。
第三單元，日本統治時期，改為日本殖民統治時期。加入日本時代台灣與中國的互動，如孫文來台尋求對中國革命的支持，以及五四運動對台影響。淡化日本對台灣建設的內容，強調日本殖民統治，日商的經濟壟斷與剝削。
第四單元，中華民國統治時期在101課綱中，分為政治、經濟、社會及多元文化，在微調課綱中，前三個單元改為由光復至遷台，40年代至60年代，60年代之後的政經發展，第四單元為社會變遷與文化發展，教學單元被重新設計，著重於以年代順序講述政治及經濟發展。根據「台灣與海洋亞洲」研究社群在臉書發表「高中台灣史課綱『微調』教育部說詞vs.真相版」及「台灣史課綱變動表」比對後指出，調整後的課綱字數變更了139.3%。原課綱以政治、經濟、社會、文化分別介紹，改定後，大幅增加了政治方面的內容，社會文化合併為一節，大幅刪減文化發展方面的介紹。以「光復」取代「接收」，強調政府各項施政的正面成就，將經濟發展成果與政府政策連結，刪除環保方面的影響。台灣地位與兩岸關係中，刪除與兩國論有關部份，避免提及中華人民共和國的存在，改為中國大陸。

##### 國教院版本
2015年7月8日，馬英九出席「總統與青年有約：第十屆台大政治領袖營」時表示，部分爭議是誤解，如政府不會允許拿掉二二八事件，若課綱內容逾一半爭議，確實應重頭來過，但現有問題並非那麼多，應合乎比例原則。7月9日，國教院發出新聞稿，認為以主題來說，此次修改造成的爭議共有17處，分別為：
1. 「原住民」改為 「原住民族」，有忽略部份平埔族的爭議：憲法增修條例等法律中，使用原住民族這個名詞，在原住民法中，定義原住民族為台灣14個被政府認定的原住族群。因為其中不包括平埔族等已經消失，或是未獲法定地位的民族，引起爭議。
2. 「國際競逐時期」改為 「漢人來臺與國際競逐時期」
3. 「鄭氏統治」改為 「明鄭統治」
4. 「日本統治」改為 「日本殖民統治」
5. 「接收」臺灣 改為 「光復」臺灣
6. 當代臺灣架構從主題式，改為依時序脈絡敘述
7. 「大航海時代」改為 「漢人來臺與大航海時代」
8. 「荷西治臺」改為「荷西入臺」
9. 新增 「臺人與抗日戰爭」
10. 「多元文化發展」改為 「中華文化與多元文化的發展」
11. 刪除濱田彌兵衛事件、 麻豆溪事件
12. 「清代治臺政策」改為 「清廷治臺政策」
13. 鴉片戰爭迫使清廷在台灣開港通商的敘述爭議：在英法聯軍之役後簽定天津條約與北京條約，清朝才將台灣納入開港通商。
14. 臺灣成為當時全中國最先進的省份，說法有爭議
15. 臺灣與甲午戰爭後晚清變法運動與辛亥革命之互動，包括孫中山來臺尋求臺人支持，以及臺人參與革命及中華民國之建立。
16. 新型態本土知識菁英的形成，及其受到五四運動、新文化運動的影響與作為
17. 「慰安婦」改為 「婦女被強迫做慰安婦」

教育部於座談會中說明，認為這次歷史課綱微調，還原歷史原貌之處如下：
1. 「加入「婦女被迫作慰安婦」的文字：因原本歷史課綱講到太平洋戰爭，只有講述「說明太平洋戰爭爆發後，臺灣人民被捲入戰爭的種種面相，包括軍事動員、物資統治、社會動員、慰安婦等，以及戰爭後期盟軍轟炸臺灣的狀況。」；且有部份課本寫成「有些婦女自願到海外從事慰安工作」，故本次課綱微調加入了「婦女被迫作慰安婦」的文字，還原當時日本殖民統治下的非人道歷史與奴役臺灣人民的史實。
2. 「 日本統治時期文字修正為「日本殖民統治時期」：原先歷史課綱單元三標題為「日本統治時期」，然而在其對應的主題、重點、說明中，都提及到日本「殖民」統治的概念與文字。為符應課綱體例與內容，本次課綱微調將單元三標題改為「日本殖民統治時期」；且有部份課本美化殖民統治，故增加「殖民政府對臺灣人民經濟與土地的侵害，以及多數貿易由日本商社所壟斷。」，透過還原日本殖民統治的不平等歷史，突顯臺灣人民的主體性。
3. 「 強調「大東亞共榮圈」是侵略構想：第二次世界大戰期間，日本帝國主義提出「大東亞共榮圈」，是一套針對中華民國及整個東亞地區的「完美侵略構想藍圖」，這是任何人都無法否認的歷史事實。故這次微調特別強調「日本帝國『大東亞共榮圈』的侵略構想」，以符合史實。[4]

而針對有學者指出臺灣史調整逾六成，課綱絕非微調的說法。教育部認為根據103年修正的普通高級中學歷史科課程綱要，其教材綱要的編輯原則明定課綱中之「單元」、「主題」及「重點」，都必須含括在教科書之中，「單元」、「主題」及「重點」之標題，編者可以參考或重新設計，不必完全援用；課綱中之「說明」，是針對該「單元」、「主題」及「重點」的解釋，提供相關使用者參考。因此，課綱微調後教科書編者仍有相當的自主空間，進行教科書的調整及修訂。再者，教科書雖然是依課綱編輯，但其敘寫的彈性比課綱的規範更為寬鬆，目前有多數教科書已敘寫的內容，而課綱並無對應說明者(例如十六世紀前漢人文化與臺灣原住民南島文化相互影響的情形、明鄭覆滅的經過、鴉片戰爭與臺灣開港通商的關聯、劉銘傳在臺灣的現代化建設等等)。這次課綱微調有一部分是補正課綱與教科書內容的一致性，這些部分未來教科書編者都不必再修正，所以以課綱調整的字數來認定課綱微調或大調整，並非適切的說法，仍應以教科書實際調整情形來考量。
教育部並強調課綱微調後，各版本教科書仍保有其多元的空間。依據普通高級中學歷史科課程綱要，歷史教學是在培養學生具備瞭解歷史、解釋歷史、運用史料的核心能力，因此，根據微調課綱修正後所編寫的教科書，各版本仍保有其差異及多元性，不會妨礙學生對於歷史的多元思考，且教科書編寫者如何選擇歷史教學材料，這是編者學術專業或教師專業的表現，課綱的要求並非唯一的考量。所以，學生思考多元文化的發展，是要透過教師教學的協助才能有效達成目標，絕非單純依賴課綱或單一教科書就可以的。

## 社會觀點

### 支持觀點
新黨青年委員會的林明正與王炳忠發起抗獨史陣線，支持此次課綱修正，他們認為歷史課綱必須符合中華民國憲法，以中國為中心，反對有台獨思想的歷史課程。對於此次調整以漢人中心史觀為主，林明正認為，台灣原住民族只是中國56個少數民族之一，是高山族，教科書基本上不可能全面符合各個族群，他們的觀點無法被全面容納，但可以給他們多一點的母語教育或課程。林明正的發言，在事後遭到原住民團體的抗議。對於民進黨認為新課綱刪除白色恐怖是去台灣化，林明正表示民進黨的作法才是綠色恐怖，應要大刪特刪一番。此外，愛國同心會及白色正義社會聯盟也支持微調後的104課綱。
山地原住民選區立委高金素梅亦不支持反課綱運動，認為反課綱運動學生不知道日本殖民統治時期對原住民的殘殺與壓迫。
台灣各縣市中，目前南投縣支持選用微調課綱編寫的教科書，花蓮縣未決定。北市、新北、竹縣、苗栗、高雄、台東、金門、連江等五縣市，縣市首長不干涉學校選書。
中華人民共和國官方媒體新華社、環球網等支持中華民國的課綱微調，認為是撥亂反正。

### 反對運動
民進黨、台聯、社民黨、綠黨、時代力量等政黨皆主張退回微調課綱，在未公布微調課綱的完整會議記錄前，回到使用舊有課綱（101課綱）。
台北市，以及民進黨執政的13個縣市，表態不使用104課綱編寫的教科書，將繼續使用舊課綱教科書。但國教署長吳清山表示，依法地方政府縣市首長或教育局處長不能統一指定版本，要選新版或舊版教科書，選書權在於老師。教科書發展中心主任楊國揚也表示，教科書選書權是由各校自主決定，縣市無法干涉，現場教師也有自主選書權，即使是校長也不能干涉學校選書，很可能出現同縣市內，A校用新版B校用舊版，甚至即使是同校，也可能選書出現差異的困擾，但目前國立高中多是選用新版教科書。。
中國國民黨張嘉郡在2015年8月1日公開表態要求撤回課綱。
由臺北市立建國高級中學、新北市立中和高級中學、國立新竹高級中學三所學校之學生自發性組成「星火燎原－北區反課綱高校聯盟」(簡稱「北高盟」)，並於6月2日發出聲明稿及聯署書。至少已有227所高中職學校學生站出來反臺灣高中歷史課綱微調案。大學科系也加入行列，台師大、真理大學台文系也成立粉絲專頁支持高中生的行動。

### 正反意見
課綱微調的檢核小組召集人、世新大學教授王曉波表示，民主社會中人人都能表達意見，除非事事都要公投，否則政策必須有一套標準來依法行政，憲法是台灣民主憲政的標準，這次課綱微調依據憲法修訂，例如把「中國」改成「中國大陸」，就是符合憲法精神，王曉波也強調，歷史課綱制定也合乎人民主體性，尤其關於台灣殖民歷史，以合乎台灣人民立場，而非殖民者立場來調整，以還原日本統治下，對台灣人民的實際對待情形；，就是還原史實及維護被殖民台灣婦女的尊嚴。而其在接受中國媒體專訪時也表示，課綱和課本是不一樣的。課綱是教育部规定的，課綱裡面的東西，課本一定要寫，但寫法是多元化的，寫好寫壞、寫長寫短，那是課本的事情。
台大政治系教授張麟徵認為，課綱問題主要是歷史、地理、國文的問題，因為這會影響到國家認同。在陳水扁時代推行去中國化的教育，台灣教育歷史地理先從台灣教起，台灣史被放在核心，中國只有一小部份，教科書中提到的我國第一大島不是海南島。影響所及，台灣45歲以下的人，多自我認同為台灣人，與中國大陸無關。在馬英九當選之後，國民黨同時控制行政與立法院，有多數統治權，應該要進行國民黨式的撥亂反正，因此他與王曉波就多次要求更改課綱。在鄭瑞城時代不應該做，馬英九被逼叫蔣偉寧來做，但蔣偉寧也不應該做。
課綱檢核小組成員謝大寧主張，歷史教育是現代政府用來凝聚國族的工具，而國族的定義來自於中華民國憲法。歷史課綱有高度政治性，不是單純闡述歷史。
文化大學歷史系教授王仲孚認為，高中歷史教科書要以國家立場來論述，用字遣詞都不能背離，包括日、韓、中國大陸等全世界都一樣；慰安婦並非自願，加上「強迫」有何不對，因此教育部的調整並沒有錯誤。
嘉義大學應用歷史系主任吳昆財表示許多爭議來自史觀，而史觀沒有對錯，是看個人的價值選擇，大家都可以擁有不同的史觀，但並不能去否認史實。這次高中歷史課綱微調主要是依據遵守中華民國憲法、內容表達符合國際法規範、釐清史實、凸顯史觀、符合史學方法需要等面向來進行修正，並指出微調課綱將「原住民」改為「原住民族」，部分學者認為有消滅平埔族的爭議，但「原住民族」其實是根據原民會要求的正式稱呼，也符合憲法增修條文，原住民反而指的是「個人」，因此從憲法角度來看，修正並無不妥；至於當代台灣架構從主題式改為依時序脈絡敘述，吳昆財認為，通史也是以時間為概念，這樣的方式更能幫助學生理解和查閱，內容也比較不會重複，有助於學生記憶和瞭解；而微調課綱雖刪除濱田彌兵衛和麻荳事件，但說明有提到可以講述外國人在台的活動，並沒有限制教科書不能寫；另外，如「鄭氏統治」改為「明鄭統治」，吳昆財認為，微調課綱是呈現史實，當時鄭成功統治台灣，仍奉明朝為正朔，也用明朝的永曆通寶錢幣，因此微調課綱修正為明鄭統治的確符合史實。
名嘴黃智賢表示，有出版社，因為意識型態和種種原因，根據101課綱編寫教科書的時候，居然在課綱沒有規定的漏洞裡，寫出很離譜的教科書，現場教學的歷史老師和外界，把這種離譜的狀況回饋到課綱微調小組，所以在課綱微調的時候，才被逼得要面對這種離譜的處境。
亦有反對此次課綱微調者，98課綱歷史科修訂小組委員、台大歷史系教授周婉窈即指出，新課綱的問題在於凸顯「大漢沙文主義」，以漢人角度的史觀來擠壓原住民。換言之，不以台灣為主體編寫歷史，反而強化中華民族史觀，且壓縮原住民歷史；比如新增台灣人協助抗日，或是把台灣新型知識份子跟「五四」連結，都是強化台灣與中國大陸的關係，違反史實。此外，教綱應該簡明，開放，不下結論，敍述時應避免價值判斷及歷史論斷。例如慰安婦，在課綱中不應寫上被迫，因為怎麼教以及怎麼敍述，應該交由教科書編者及審定委員來決定；此外，不應強制寫上所有慰安婦都是被迫的，因為這部份需要經由歷史學者以個案詳細研究後才能做出定論，不應該以課綱進行規定
台大歷史系教授陳翠蓮也認為，表面上的「字句修正」固然是一個爭論點，比如外界聚焦於慰安婦是否被迫、日治或日據，但其實是新課綱的論述過程有爭議，集中在戰後台灣史，強化與中國大陸連結，而弱化國際性。
政大台灣史所長薛化元則認為，新課綱的問題在於缺乏系統論述、專業不足。比如「光復台灣」就有史實爭議，因為「開羅宣言」、「波茨坦宣言」只是宣言，不能提供戰後台灣地位歸屬的國際法效力。
甘懷真在《歷史研究》中發表〈臺灣與日本的中學歷史教科書之比較〉論文，以日本中學歷史教科書為例，主張成立常態性教科書審議委員會，來審查教科書；開放更大權限給教科書編寫者，同時重視歷史分期。台大國發所教授劉靜怡建議應完全取消課綱的設計，開放教科書自由編寫。
前任公視董事長、政治大學教育學系副教授鄭同僚則認為，學校不同於政府單位，是教學場所，以憲法來限制課綱的撰寫方式，會限制人民思想自由。主張憲法可作為素材，但憲法不應該為成為課綱編定的剛性依據。中原大學法學院副教授徐偉群認為，除非課綱違反民主人權，否則沒有違憲的問題。課綱應該著重於教育目標，依據憲法制定課綱的說法，混淆了憲法價值與課綱目的。
蔡英文政府任命的中正紀念堂轉型推動諮詢小組成員花亦芬則批評課綱微調，以國族主義為中心的教育是殖民時代的過時政治論述，與中國共產黨的論述一致，早已被現代先進國家淘汰。他同時認為，學術研究的標準是收集各種不同面向的證據，再做出已知最好的綜合判斷，政府以史觀不同為理由，掩蓋課綱修改背後的政治目的，是錯誤的。
教育工作者、前台大教授黃武雄則認為，舊課綱中並沒有台獨思想，而是採取多元文化觀點，為多元史觀。
人智學教育基金會董事長嚴長壽則認為，歷史本來就不是個選擇題，也不是個是非題，應是個申論題，今後老師們教學時可要更著重在「不是以標準答案來答覆所有問題」，反過來應該讓學生自己去尋找答案，讓學生有思辨能力，之後判斷是非對錯，做出選擇與看法。。
文化大學法律系教授李復甸則認為台灣自古就在漳州對泉州、閩南對客家、番仔對漢人、本地對外省、山線對海線、前山對後山、中央對地方，連粽子都要分南部粽與北部粽。其心理背景就是在尋找認知的團體，相互取暖。面對兩岸情勢，碰到抗日話題，夾上閱兵紛爭，也都還是在尋找定位，在「我們」與「他們」之間，夾纏不清。統與獨、日據與日治、課綱微調，都不是簡單可以放下或超越的，但政治人物不應該為了選票刻意去製造或挑起這些對立。。

### 立法委員立場
依據參與反課綱運動的學生對立法委員進行徵詢的結果，民進黨籍100％支持學生行動，國民黨籍85％不表態、13％反對、2％支持。

## 爭議

### 法律權限
這次課綱微調案的主要法源依據為2010年通過的《高級中學法》第9條：「高級中學教科用書，由中央主管教育行政機關審定，必要時得編定之。」。因為對於課綱委員的選任，以及課綱修改的具體程序，法律沒有明文規範，只規定由教育主管機關審定、編定，教育部因此認為這屬於行政裁量權範圍，其程序無不合法之處，合憲且合法。
課綱微調小組在2013年8月前後組成，在12月完成課綱微調，送交課審會。課審會於2014年1月通過。在課綱微調小組成立之前，為因應十二年國教，立法院於當年度7月10日通過《高級中等教育法》，並依該法第67條於2014年8月1日開始施行，其中43條規定了課綱審議的程序及課綱委員的選任方法。教育部在當年度12月27日發布施行細則，隨後發布課審會組成及運作辦法，在細則及辦法中規定其實施時間亦為2014年8月1日。但部份人士認為《高級中學法》的廢止案在2014年9月9日送至立法院，等待立法院會處理。課綱微調案這段時間，正當《高級中等教育法》已公告通過，但是《高級中學法》尚未正式廢除的法律空窗期，因此造成引用法源上的爭議。
立法院長王金平認為，立法院已通過《高級中等教育法》，但教育部仍採用舊法作為行政依據，在法律適用上有疑義。且蔣偉寧時代，已經將課綱修改的行政命令送至立法院備查，雖然教育部認為依照《高級中學法》，課綱屬於行政規範，但若配合《高級中等教育法》中的規定，即使是行政命令也應該送立院備查。因此立法院能否處理或如何處理課綱案，仍有討論空間。前大法官許玉秀批評，教育部不依照新通過的《高級中等教育法》行政，而採用舊法《高級中學法》，違反程序正義及憲法。
但立法委員林奕華與李貴敏皆主張，有關課綱微調的啟動時間為2013年，應適用當時的「高級中學法」，而民進黨指稱的「高級中等教育法」第43條依同法第67條之規定至2014年8月1日才正式施行，當時課綱微調的法律程序已經結束，所以時間點上並無違法情事。《聯合報》評論，不論是規劃廢止的「高級中學法」，或前年剛上路的「高級中等教育法」，法條中都明定，制定高中課綱是教育部權限，立法院民進黨團與台聯黨團等在野陣營堅持召開臨時會，要以立院決議逼迫教育部撤回新版課綱，甚或是主張立法院有權決議暫緩新課綱，已是立法權凌駕行政權；立法機關雖是行政機關監督單位，但不是指導單位，立法權無限膨脹，甚至凌駕行政權的結果，將造成法治體系瓦解，更將讓政府運轉失靈。
教育部也認為高級中等教育法第43條有關課審會之規定於103年8月1日開始施行，目前有關的課程綱要，係適用高級中學法第8條第2項規定，由教育部訂定。教育部本於訂修課程綱要之權責，依中央行政機關組織基準法第28條規定，設任務編組，並依行政程序法規定訂定「高級中等以下學校課程審議會作業要點」，建立課審會之審議機制，其定位及運作均於法有據。且教育部一貫立場，均將課程綱要定位為行使裁量權而訂頒之行政規則，95暫綱發布當時教育部長、次長於立院質詢時亦表示相同意見。94年5月23日新聞稿亦明確表示，教育部一向將「課程綱要」或「課程標準」認定為教育專有名詞，而各級學校課程綱要或課程標準，係屬教育專業之決定，且世界各主要國家為使課程革新能及時因應世界教育改革思潮與社會變遷需要，多未以法規命令定位。顯見教育部一貫立場及行政作為並不應因執政者不同而有所改變。

### 修改程序
教育部長鄭瑞城，無視於審查委員的一致意見，直接裁定擱置98課綱的國文科與歷史科部份。在2010年，組成專案小組，在吳清基部長任內，歷經2年的討論與調整後，在2012年初公布了新課綱，稱為101課綱。
反課綱微調之人士認為現行高中課綱，在馬英九政府執政前，都是交由課綱委員會決定，課綱委員由大學教授與高中教師組成，並經試教，以驗證內容對於教學的影響。馬政府執政後，卻無視課綱委員會的決定，並改由檢核小組進行調整，檢核小組成員來源複雜，未具備專業。事後又迴避將檢核小組的完整成員及會議內容向外界公開。並認為由於教育部拒絕公開審核小組名單等訊息，故遭高等行政法院判定違法。
前課綱委員周婉窕則舉出立法院公報中，95課綱委員的名單，說明在陳水扁政府時代，課綱委員的名單及發言皆對外公開。此外，現行高中課綱，在馬英九政府執政前，都是交由課綱委員會決定，課綱委員由大學教授與高中教師組成，並經試教，以驗證內容對於教學的影響。在95暫綱及98課綱的委員中，高中教師比例很高。
民進黨主席蔡英文也認為此次爭議的主要問題，在於課綱修改程序不正當，特別是修改過程中的相關資訊未公開。
獨派團體的反課綱微調人士薛化元則舉出兩個主要爭議：第一，課綱修改委員的專業能力有問題，對於高中歷史課綱修改，卻沒有歷史系所老師或研究員參加；第二，課綱修改過程中，沒有公開審議的程序，計票方式也有問題。
但教育部長吳思華與檢核小組成員王曉波等人，皆認為課綱微調案的修改程序跟之前並沒有兩樣。蔡正元舉出陳水扁政府時期，2003年10月15日的立法院公報為例，立委李慶華質詢黃榮村部長，要求公布審查小組名單，但遭黃榮村拒絕。認為不公開審查委員名單是慣例。
教育部於座談會上也表示本次課綱微調，自102年8月1日啟動至103年1月27日完成審議程序，2月發布，期間歷時半年。過程中，歷經國教院委託課務發展工作圈進行課程綱要檢視，經工作圈邀集17 個學科中心蒐集意見，並由國教院邀請曾參與或現任之課綱審定委員、教科書編者、審定委員等相關學科領域學者專家，組成檢核小組，進行各該課程微調之統籌與規劃，該小組經召開 12次相關會議蒐集意見並參採課務發展工作圈之意見綜整，就初擬之草案召開北、中、南三區共 3 場次公聽會廣徵各界意見，依公聽結果修正草案，經國教院課程研究發展會大會審查後報教育部，並經交高中分組會議完成審議後，送課程審議會大會決議通過課綱微調；其程序正是「由下而上」型塑其內容。
而國教院為進行各該課程微調之統籌與規劃而組成之檢核工作小組也廣邀學科中心教師就教學現場經驗提供意見。以歷史學科中心所填報之「普通高級中學課程綱要實施意見彙整表」，經學科中心教師等提出說明，例如現行教材內容太多太難學生不易吸收，中國史要求內容精簡難免影響學生對歷史演進時序的認識，譬如五代十國只略提五代而没有十國等，經檢核小組採納將教材舉例過於細瑣之處予以精簡，將臺灣史早期臺灣族群互動中刪除「彌兵衛」及「麻豆」事件，清朝統治時期刪除「盜匪與幫派」，中國史秦漢時期刪除「律令」與「經學的古今之爭」，以減輕教學及學習負擔，並在臺灣史強化歷史時序的呈現，及中國史補正五代十國等。檢核小組另外與國文、公民、地理科學科中心教師會談，經學科中心教師協助彙整工作圏所蒐集教學現場意見，並提出具體意見，例如通論地理部分許多都必須運用自然科學知識，講解比較費力，教學現場普遍反應份量太重，至少有兩個單元講不完，公民科份量太重，例如國際貿易部分居然導出出口供給線和進口需求線等，過於艱深，此外，必選修配置不合理，總體經濟談到通貨膨脹問題，原課綱將之置於高三下之選修，但歷史教學在高一就要用到，學生不易瞭解等，檢核小組依會談紀要後續百分之八、九十均依上開建議完成，例如國際貿易部分刪除，通貨膨脹部分提前於必修課程中，通論地理部分接受建議刪除近兩個單元之份量等。依上述程序而言，已採納基層教師及學科中心意見，並無所稱有意阻絶基層高中教師參與，或學科中心遭排除未參與討論之情事。
另教育部也認為監察院曾對本次課綱微調程序進行調查，並於2014年7月公布結果。該調查報告指出：「教育部依行政程序法規定，進行課綱微調作業，並依法定程序發布，其相關法制作業程序，尚難認有違反行政程序之處…。」故無黑箱作業。
國教署長吳清山並指出，台北高等行政法院日前判決教育部「微調」課綱違法一事，需要澄清，這份判決不是針對課綱程序與內容判定違法，是要求教育部提供相關資訊，委員名單、委員發言內容，監察院也針對課綱微調調查，程序並無不符。教育部也陳明基於對與會委員之尊重，為確保之後參與政府機關會議的委員都能暢所欲言，進行翔實的思考辯論，並避免持不同意見者的質疑等困擾，就涉及意見溝通討論或思辯過程之個別委員所提意見，依政府資訊公開法第18條第2項及最高法院99年判字579號判決意旨，不予對外提供，但於課程標準或綱要發布後，即依過去慣例公布全部委員名單，各委員名單也均會收錄於課程標準或課程綱要之後的「修訂過程」之中，以示尊重與負責。
之後在2015年8月3日反課綱學生與教育部的會談中，台中一中歷史老師許全義再次強調說做為一個98課綱委員，事前就公布小組名單，讓大家都知道他們是課綱委員，但隨後教育部的代表馬上指出小組名單只有課綱委員本人知道，但對社會大眾而言，當時的教育部並未公布這些名單

另外，反課綱群眾亦向台北高等行政法院聲請假處分，要求高中課綱修正不得於2015年8月1日實施。但法院於審理後認定，請求事項涉及法規命令是否應修正及如何修正範疇，非行政訴訟法所稱的公法上法律關係，而駁回反課綱群眾的假處分聲請。。

### 成員背景
課綱微調案的成員背景引發爭議，例如高中歷史課綱調整的提議者，以及後來擔任課綱檢核小組總召集人王曉波為現任「中國統一聯盟」副主席。新加入的高中歷史教科書審定委員張亞中為現任「兩岸統合學會」理事長。檢核小組國文領域召集人謝大寧為現任「兩岸統合學會」秘書長。檢核小組成員陳昭瑛、潘朝陽、黃麗生與李功勤等人，皆與台灣左翼統派團體「夏潮聯合會」有關係。檢核小組社會領域召集人呂芳上曾任中國國民黨黨史會總幹事。檢核小組社會領域公民與社會組的二人組，組員包宗和、朱雲鵬分別為馬英九的兩岸政策核心幕僚與馬英九的財經核心智囊。朱雲鵬於「檢核小組會議」中更提出「臨時動議」建議由檢核小組直接微調課綱，獲得檢核小組無異議通過。歷史課綱研訂委員吳昆財表示「不斷浪費時間，教授台灣史，實在令人費解」，以及主張兩岸應合寫歷史教科書，被質疑立場過度傾中。這些成員的背景遭到質疑，此次課綱修改背後有強烈政治動機。
此次課綱內容的改動引起台灣史學界很大的反彈，因為課綱檢核小組成員中幾乎沒有以台灣史為專業的研究者，連歷史學者的比例都很小，卻大幅改寫了先前由二十餘位專業歷史學者共同決議的101課綱，如王曉波與謝大寧專長為中國哲學思想，張亞中、包宗和為政治學者，朱雲鵬為經濟學者，黃麗生專長為東亞史，李功勤專長則是西方文明、國際關係、中國現代史、兩岸及台灣現況發展，多數皆非本科專長。
教育部認為檢核委員的專業足以適任，王曉波在接受訪問時，稱自己擁有豐富台灣史專業，出版多部專家。但是歷史學界中有人提出批評，如台大歷史系教授吳密察批評王曉波不曾在國際被認可的歷史專業期刊上發表過論文，其史學能力存疑；政治大學歷史系金仕起教授認為這次微調案的主要成員，如王曉波，其歷史專業不受專業歷史學者的認可；而黃麗生與李功勤等人雖為歷史專業，但其史觀落後主流學界。全台灣有139位歷史學者，連署反對這次非專業的調整案，其中多數為台灣史學者。
教育部也認為微調課綱在修訂過程中，事先均廣徵各界意見，並依相關法律及規定完成微調。檢核小組之成員均為曾任或現任課綱審議委員、教科書編者等學者專家，計有召集人1人，社會領域召集人1人，語文領域召集人1人，其餘成員包括國文、歷史、地理、公民與社會各2位，共11人。此外，歷史科2位成員之學經歷均屬歷史專業，朱雲鵬則是參與社會領域檢核，屬於「公民與社會」之經濟學者，並非以「歷史」學者專家身分參與。

### 中國人民解放軍少將主導涉入
據「中華奉元學會第二十八期電子報」指出，中國人民解放軍總政治部聯絡部副部長辛旗少將，在2016年3月26日的會談上承認，就是他透過前國安會秘書長蘇起與世新大學中文系教授王曉波（中國統一聯盟副主席）兩人，在2008年向當時剛當選的總統馬英九「傳達」應更改台灣教科書，以扭轉台灣人天然獨的傾向，追求中國統一。後來馬英九政府遂於2013年成立課綱檢核小組推動課綱微調引發爭議。

### 政治力介入
而提議及主導課綱微調的王曉波在2015年4月接受中國媒體观察者网訪問時，認為九合一選舉中，中國國民黨大敗的主因為失去內部凝聚力，經由實施課綱，能增強凝聚力，以國家認同來說服群眾投票支持，並使中國國民黨贏得總統大選，修改課綱就是為了這個目的。德國《畫報》引述中國專家魯道夫·瓦格納（Rudolf Wagner）的意見，認為中國國民黨政府進行這次課綱微調，是為了與中國北京政府建立更緊密關係，以取得好的投資環境。
課綱修定的支持者則認為，教育的內容必須符合中華民國憲法，避免台獨。課綱委員吳昆財主張「教科書必定是要為政治服務，國家民族的立國精神服務」。課綱修定的目的在於避免台灣年輕人對國家認同混淆，主張先教中國史，後台灣史，最後教授世界史，如同美國修訂其歷史教材的的作法。
《聯合報》認為是次調整，日本統治多加了「殖民」、描述慰安婦增加「強迫」兩字，爭議不大；「中國」則改成「中國大陸」，未改回更早前的「大陸」，且符合憲法。比起民主進度黨政府執政時「去中國化」課綱幅度為小，針對性也不那麼高。而民主進步黨主導其執政縣市反對調整，是以政治力過度干預學術與教育，給教育部戴上「去台灣化」的大帽子。國民黨立委洪秀柱認為，這次修改只是扭轉李登輝至陳水扁時期的去中國化修改，使課綱回到中華民國憲法的規範下，調整的幅度仍然太小。
根據《中國時報》之報導，CNN於2015年8月3日亦刊登出一則公民報導，文中指出，部份民進黨員家庭在二次世界大戰期間，曾是日本占領下的台灣權貴，台灣光復後，國民黨施行土地改革，窮苦的老百姓因此受惠，然而對許多民進黨人士，尤其是大地主而言，卻是個不好的政策，另外近來民主進步黨主席蔡英文的教育主張及其外交政策受到台灣人質疑，許多人擔心若反課綱運動成功了，台灣將成為世界上第一個承認慰安婦是自願而不是被迫的國家。但自由時報隨後指出，該投書的平台iReport是任何人都能投稿的，而且文章並不是CNN記者所寫，是泛藍的臉書社團擅自改圖，將關鍵字「This iReport has not been verified by CNN.」刻意蓋掉後，再聲稱此報導是CNN的採訪新聞，誤導大眾；針對此項指控，該臉書社團則回應，之前也有一篇立場相反，被拿來大做文章說國際也為學生抱不平的CNN公民報導，但當時卻不見有人在意「not verified by CNN」，所以顯見一直以來民進黨都是兩套標準。

### 各校選用
立法院黨團協商後，決議各高級中學可以自由選擇課本。民主進步黨臺北市議會黨團2015年8月5日召開記者會，宣布經其調查發現，該市有七成學校採用微調課綱版本，其中公民、歷史兩科新課綱採用率達65%、69%。該黨市議員吳思瑤建議臺北市市長柯文哲，要求各校重新召開「書評會」，公開成員及會議決策過程。在爭議未解決前，建議該市使用舊課綱版本，並為了避免新課綱「造成百年禍害」，教育局應付出費用撤回新課綱。同黨市議員梁文傑表示次一會期審查預算時，將嚴格審查各學校預算；綠營市議員將在委員會、大會詢問相關事項，如教育局是否執行、各校是否重啟審查，並會要求使用新課綱版本學校說明理由。
後臺北市立建國高級中學教師開會決議，將歷史科原本選用的新課綱版本改成舊課綱版本。北市教育局統計，該市26所市立高中，歷史科原有8校用舊課綱教科書、18校用新課綱教科書，變成15校用舊書、11校用新書；公民科原本9校用舊書、17校用新書，變成15校用舊書、2校（建中、麗山高中）新舊書並用、9校用新書。

### 慰安婦爭議
自由時報報導，101課綱委員、前台大歷史系教授吳密察根據101課綱寫成的高中教科書中對於慰安婦事件的描述，比較了龍騰、翰林、三民、泰宇、全華、華興與史記等七間教科書，認為這些教科書，並沒有王曉波指控的，將慰安婦當成自願的說法；從用字遣詞來看，都比王曉波認為的還要周延。前任台灣教授協會會長陳儀深則認為，並沒有教科書寫出慰安婦是自願的，如果有這種內容，也可以在內容審查階段刪除。批評王曉波刻意炒作這個歷史事件，以造成仇恨日本的思想。
中央研究院人文社會科學中心研究員朱德蘭則指出，台灣反課綱運動提及慰安婦非被迫的觀點，完全脫離東亞史觀，包括台灣等受害國，多年來一致要求日本道歉賠償。認為慰安婦是自願的人，對這些當慰安婦的阿嬤心裡的痛苦，不去了解，也不認識，是對她們傷口灑鹽。朱德蘭並表示，日軍找慰安婦找窮苦人家，很多人被賣或被騙，有的人被賣去中國大陸之後，再被賣去緬甸，一賣再賣，「有誰會為了要賺錢連命都不要了，騙她們的人不會講實際情況。」日本婦女服務的是軍官，有勞務契約，條件好，台灣是殖民地，慰女婦服務的是一等或二等兵，很多人態度很壞，還有暴力行為，台灣的慰安婦被殖民政府歧視，臺灣人也對她們差別待遇。而這次課綱微調，二戰時期慰安婦議題成為爭議話題之一。但慰安婦並非只是單純的國族主義歷史論述，更涉及到性別、階級、人權等問題。因此婦女救援基金會舉辦「從慰安婦課綱談歷史論述中的性別觀」的公民論壇，讓民眾多了解慰安婦倖存者的狀況。婦女救援基金會董事長黃淑玲表示，慰安婦阿嬤都是底層婦女，受到性暴力，一天被強迫2、30人性服務，是日本對侵略國家婦女性暴力的性奴隸。這些阿嬤是人權鬥士，20年來願站出來，被人看見，挺身而出，對戰爭性犯罪的反省，對人類進步有很大貢獻，黃淑玲更進一步指出，慰安婦議題在台灣常被當成政治角力工具，也是台灣很多慰安婦議題無法被深入討論的原因，台灣慰安婦阿嬤當時是被強制進入性奴隸制度，沒有離開的自由，也沒有權利決定每天接受多少的士兵。課綱只寫被迫並不夠，對慰安婦議題的認識應該從是軍事性奴隸制度去認識，是歷史課綱應該強調的重點。。
婦女救援基金會執行長康淑華也特別針對慰安婦議題及安倍首相的談話作出回應，康淑華表示，安倍首相在談話中依舊沒有對「慰安婦」受害者公開道歉，依舊選擇迴避，令人感到痛心與遺憾。如果不願解決「慰安婦」問題，他近來經常掛在嘴邊，說要保障女性人權的言論，都只是消費女性的政治口號。康淑華進一步強調，反省「慰安婦」的歷史，並不是要仇日或抗日，而是讓下一代有勇氣面對未來，創造亞洲的和平，讓女性人權不再遭受侵害。現在課綱無法提供正確資訊，讓學生瞭解慰安婦所受到的性剝削和傷害，反而讓大家糾結於慰安婦是「被迫」或「自願」與否的爭議，其實並無意義，她更期待的是課綱能超越爭議，納入人權概念。。
總統馬英九在觀賞慰安婦紀錄片「蘆葦之歌」後表示，「到今天還有人懷疑慰安婦不是全部被強迫的，有的是自願，如果我們到今天還在辯論這個問題，代表我們真不是文明國家！」，並強調「慰安婦問題不是政治問題，而是歷史事實問題，是人權與人道問題」。由於之前國內曾有人提出慰安婦有些是自願的，引發爭議，馬英九反問，CNN提到，台灣可能成為全世界唯一不相信慰安婦是被迫的國家，如果得到這樣的稱號，會感到高興？感到光榮？聯合國把慰安婦定位為軍事性奴隸，「如果我們還在說是自願，不知道怎麼跟人家交代。」
馬英九也指出，日本首相安倍晉三對第二次世界大戰結束70周年發表談話時，他特別期盼，安倍對慰安婦議題能夠更負責、前瞻與明確。而紀錄片裡，日本協助處理慰安婦問題，馬英九指出，這是一個國家需有的胸襟與視野，也期待日本當局也能如此。
總統馬英九強調，有了這些歷史事實後，應思考如何讓慰安婦阿嬤走出陰霾，有更自由的未來，應全力幫助阿嬤，讓阿嬤感受到家人與國家支持，甚至傷害她們的日本軍國主義者的國家還有很多人支持她們。馬英九之後在公開場合更強調，教育中面對歷史要就事論事，實事求是，不能違反常識；例如最近慶祝抗戰勝利70週年、台灣光復50週年，在許多地方都有人談到70多年前的抗戰是不是由國民政府領導的、也有人問慰安婦是不是被日軍強迫的，也有人在問日本在台灣50年的殖民統治，這些問題在國際社會都有一致的看法，因此重要的是遇到這些議題時，不要違反國際社會的共識，使得許多國家認為我們的看法是世界罕見的，這是非常重要的。
監察院長張博雅則認為，1938年到1945年間，上千位台灣婦女被充作慰安婦，遺憾日本政府始終不願面對歷史事實；台籍慰安婦用生命寫下的歷史，生長在台灣的民眾不能不知道。

### 歷史課綱與台灣原住民族
台灣原住民團體認為，歷史課綱過度重視漢人文化，與原住民族相關的內容，在課綱中的比例過少，也忽視以原住民族的角度來看台灣歷史。例如教科書都會先介紹原住民族有14族，再來就跳到牡丹社事件、霧社事件，然後就是中國國民黨來台灣後的「我們都是一家人」就結束了；還說課本裡提到沈葆楨開山撫番，但到底是開什麼山撫什麼番？1877年加禮宛事件時，撒奇萊雅族（Sakizaya）被清軍幾乎滅族，消失了130多年後才重新正名；以及甲午戰爭時「雷公火之役」原住民曾擊敗在台清軍，這些與原住民族相關的內容，在課綱中都沒有被提到。原住民團體希望在課綱中加入原住民史觀。
台大歷史博士生吳俊瑩質疑，經過課綱修訂，台灣平埔族的歷史被消滅了。因為現行法定的「原住民族」，僅阿美族、泰雅族、排灣族、布農族、卑南族、魯凱族、鄒族、賽夏族、雅美族、邵族、噶瑪蘭族、太魯閣族、撒奇萊雅族、賽德克族等十四族，而西拉雅族及其他平埔族皆不是法定的原住民族。政大台史所所長薛化元認為這是因為檢核小組使用現行法律定義來書寫歷史，造成歷史事實與課綱之間的矛盾。
政治大學教授金仕起則認為，課綱中過度強調中國及漢人文化，忽視了其他文明，例如東南亞。在介紹如日本、韓國、越南時，只注意到他們受中國影響的部份，如儒學與漢化，但是對其本身社會的了解太少。獨尊中國史觀，將造成學生對世界文明缺少認識。
但嘉義大學應用歷史系主任吳昆財則表示，「原住民族」其實是根據原民會要求的正式稱呼，也符合憲法增修條文，原住民反而指的是「個人」，因此從憲法角度來看，修正並無不妥
教育部則表示原住民族基本法第2條規定，「原住民族」係指既存於臺灣而為國家管轄內的傳統民族；「原住民」係指原住民族的個人。「原住民族」指稱共同生活之群體應更明確。高中歷史課綱微調，將涉及「原住民」的內容修正為「原住民族」，除配合原住民族基本法的用語外，還考量增進學生對於既存於臺灣的傳統民族的社會與文化，能有整體的認識。此外根據國教院103年3月8日課程綱要、教科書編審三方座談結論，原住民族歷史仍應包含平埔族相關內容。當時各版本教科書雖於「原住民」之架構下介紹南島語系原住民族的社會與文化，但在相關章節論及平埔族或西拉雅族的內容時，仍以原住民族的群體為基礎而撰寫。

### 反課綱微調者對中國中心論的爭議
2015年4月23日，根據美南新的報導，王曉波於接受其訪問時表示98課綱完全不提二戰時日本在台灣徵兵和慰安婦，也不提台灣人參加中國抗戰，而部份教科書在談及台灣慰安婦來源時，竟說除了風塵女子外，也有自願到海外去從事慰安的婦女；違反了台灣人民的基本立場，根本就是台灣史學界的墮落和恥辱，此次課綱調整的重點在於捍衛中華民國憲法。他認為，根據微調後的課綱編寫的教科書，必須寫清楚「我國第一大島是台灣島，而不是海南島；我國最高山是珠穆朗瑪峰，而不是玉山；台灣慰安婦一定是被迫的。」其目的在於掃除文化台獨與皇民化思想，在史觀上回歸兩岸同屬一個中國的憲法一中原則。
教育部於2015年6月9日在台中一中舉辦「課綱微調座談會」，教育部長吳思華親上火線與中部師生溝通，吸引多所學生到場，數百人擠滿會場，學生批評不斷，有人批是黑箱課綱，有人要求教育部道歉，有人要求退回。台中一中歷史老師許全義在會中首先發言批評，國際脈動很重要的轉型正義，課綱修訂將白色恐怖、二二八及納粹政權等歷史紀錄都刪掉了，轉型正義做得很糟糕，連「我國」的最高峰變成喜瑪拉雅山，而非玉山了，台灣的主權簡直被閹割了。。
但教育部於6月11日在臉書粉絲專頁表示，課綱在國中社會科對喜馬拉雅山的描述為「喜馬拉雅山平均高度在8000公尺以上，為世界最高的山脈」；對玉山的描述則是「玉山山脈的主峰高達3952公尺，是台灣最高峰。」，都沒有出現「我國最高峰是喜馬拉雅山」的說法。高中地理科沒有出現對喜馬拉雅山的相關說法，對玉山則形容為「東亞第一高峰」。而早在4月21日，教育部就已在《教育部電子報》發文澄清，表示「微調後的歷史新課綱，不但沒有刪除『二二八事件』，反而將其由『說明』欄的舉例，提高到『重點』的欄位，並且在說明欄說明二二八事件發生的背景、過程與影響，表示對此歷史事件在當代台灣歷史發展進程之重視」。
另教育部亦表示，不了解該教師批評的根據來源為何，教育部對未經詳加查證，僅以個人好惡發言，不實內容經由媒體引用誤導輿論，國家教育院雖為教科書審定機關，但本於職權，必須對不實資訊並誤導學生的說法予以澄清。。
針對教育部新聞稿指責發言教師「不知其根據來源是什麼，對於未經詳加查證，僅以個人好惡發言，不實內容經由媒體引用誤導輿論…」，公民教師行動聯盟發言人黃益中老師表示，這是主導課綱微調的檢核小組召集人王曉波在接受中國媒體專訪時說的，教育部的同樣標準應用於王曉波，況且王曉波是主導課綱微調檢核小組的召集人，教育部應去函王曉波要求澄清更正。
而針對228爭議，教育部也表示，歷史科現行課綱中，在台灣史單元四的「說明」欄中有提到「228事件」，微調後的歷史新課綱，不但沒有刪除「228事件」，反而將「說明」欄的舉例提高到「重點」的欄位，並且在說明欄說明228事件發生的背景、過程與影響，表示對此歷史事件在當代台灣歷史發展進程的重視。。

### 去日本化
支持此次微調課綱者，主張舊有課綱內容充滿日本皇民化思想。邱毅、蔡正元與黃智賢等人指責反課綱陣營為日本皇民。教育部部長蔣偉寧與主任秘書王作台認為，調整課綱符合程序，主要目的在於去日本化，以及符合中華民國憲法

## 新聞議題

### 中華民國首都在南京的新聞事件
2015年7月31日，王曉波上民視談話性節目，被主持人問到「我國的首都到底是在哪裡」，王曉波回答說「我國的首都是在南京，但是我們目前在台灣地區的首都是台北。」來賓回應，這與現實不同，王曉波插話回稱，解決方法為「那你修憲」，此回應引發爭論。五五憲草與中華民國憲法中皆未規定中華民國首都在南京，針對這一點，王曉波則堅持，南京為中華民國首都的歷史事實不可改變，除非修憲，同時否認曾說過「根據《中華民國憲法》，我國首都在南京」。名嘴黃智賢在臉書上以「歷史教科書，毛骨悚然的真相」為題發文指出，王曉波明明說的是「中華民國首都為南京，現在在有效統治地區，首都為台北。」這句話是正確的，但造謠王曉波曾說「首都在南京」。名嘴黃智賢並批評「台獨如果不造謠，就不叫台獨了」。
國民黨立委蔡正元在臉書回應，中華民國憲法或法律都沒有規定首都在哪裏。前台北市議員楊實秋則引述1982年蔣經國時期與薩爾瓦多簽訂科學合作協定時，協定內文載明「訂於中華民國首都臺北」，質疑王曉波的說法。

### 錯字事件
北區反課綱高校聯盟主辦的包圍教育部行動，2015年7月22日有60多名學生徹夜守在教育部外，要求教育部撤銷高中課綱，活動在23日早上以談判破裂收場。但抗議的標語卻被人抓出錯字連連，其中包含「拒絕洗腦教育，撒(正確為撤)銷違法課綱」、「反黑箱課綱陣『線』」、「我在中一中反洗『腦」」課綱」，還把台灣的英文「TAIWAN」拼成「TAIWN」，少了一個「A」；作家張大春聽聞後於臉書上表示：「看到孩子寫錯字，只能表達自己慚愧。」，但這段話引發不少反課綱微調運動的支持者對其指責，對於這些指責，張大春也在臉書上回應，他並沒有贊成洗腦教育，也不敢罵孩子，怎麼會變成叫孩子閉嘴的階層？錯字到這個地步，也可能是教育者教得不好，他當然應該站在老人的立場上表達自己的慚愧之意。。

### 陳良基辦公室遭闖入
台大副校長陳良基於2015年7月26日表示，對於教育部控告學生的做法，他認為不恰當，而教育部讓警方逮捕記者則是非常可惡，嚴重侵害新聞自由，暴力也不應施加在記者身上。但這番言論引起不少批評，認為他用言論自由包裝來縱容暴力，甚至反問他是否允許其他人闖進其辦公室。
7月27日，新黨前台北市議員李承龍自稱是民間網路新聞電視台記者，闖進陳良基辦公室要求採訪，聽到辦公室秘書說陳良基不在，且今日行程滿檔，更說要夜宿辦公室等他，直到校警到場，才願意離開。陳良基事後透過校方發表聲明指出，他並非鼓勵學生犯法，學生犯錯當然應該被處分，但應是交由校規處理在先，不得已才動用司法作後續處分，對於學生還是要以教育輔導、引導的角色為主，記者若正參與或帶頭做違法的事情，理當依現行犯逮捕，由警方處置，但記者若正在報導現行犯現場的案件，就是執行為大眾傳遞真相的職責，理當被尊重。至於有人闖入其辦公室，陳良基表示，他有聽秘書說起，若有人未經同意闖入，就應該按照法律來，如果犯法就是犯法，應該要報警處理；但陳良基也坦言，當時接受媒體採訪純粹是閒聊，體恤記者辛勞，因此話說的比較重，未思量到發言可能會被裁掉前後文或被部分截取，校長楊泮池也知道此事，表示能體諒，而自己往後發言也會更加謹慎。

### 林佳龍口誤事件
臺中市市長林佳龍於2015年8月3日的市政會議中，談到反課綱議題及抗議學生時，呼籲政府官員應用同理心、平等心與學生溝通，而非以教訓方式對待，「大人不太關心這些孩子，都把這些孩子當屁孩。」其中「屁孩」口誤為「屁眼」，引起現場媒體錯愕。臺中市議員張廖乃綸認為，就算屁眼是口誤，為了尊重小孩的心，也不應該稱之為「屁孩」。另一議員張瀞分認為林佳龍身為一市之長，動見觀瞻，言行舉止都該謹慎，但他可能還沒改掉當立委的習慣，批評多於建樹，當了半年市長仍無法轉換角色，以致脫口說出「屁眼」這種話，她抨擊，「要講人話，不要帶壞小孩！」

### 王品蓁失言事件
2015年7月31日，王曉波針對反課綱微調運動提出質疑，認為台灣史課綱之所以不能够站在當時東京當局的立場，是因為這樣的論述違反台灣人民的主體性和聯合國的普世價值。反課綱微調運動的學生代表王品蓁提出，如果課綱微調這件事傳到國外去，「被日本政府知道了，他們會不會憤怒？他們會不會覺得不公平？」因為「畢竟當初是簽了約的，台灣才變他們的。」

### 判決書懸賞事件
2015年7月31日，前國民黨台中市議員、律師洪嘉鴻表示，民進黨指稱教育部調整高中課綱違法，媒體標題多是「課綱微調 教育部被判違法」，連下屆總統候選人蔡主席與綠營民代也多次在媒體前直指教育部違法，但洪嘉鴻說他不管如何找，都找不到法院有此份判決書，因此宣布找到蔡英文說的判決書者就給獎金10萬。
洪嘉鴻認為，教育部應提供十二年國民基本教育課程審議會會議記錄，及就記名投票單部分供閱覽抄錄，和教育部調整課綱違法，是全然不同的兩件事，前者是程序上應該提供閱覽，後者是教育部調整課綱違法的實體問題，兩者的內容不同；台北高等行政法院103年度訴字第1627號判決，僅判決教育部應就原告民國103年2月7日之申請，做成准予提供12年國民基本教育課程審議會會議紀錄，及就記名投票單部分供原告閱覽、抄錄之行政處分。整份判決重點在政府資訊應否公開，並未找到「教育部調整課綱違法」的字樣。
因此，洪嘉鴻對蔡英文等人說的判決書感到好奇並登懸賞廣告，他表示，蔡英文在7月11日晚上抨擊教育部103年調整課綱，指稱連法院都判決調整課綱之行為是違法。因此若有民眾能在今年度7月11日前的法院判決書上找出「教育部調整課綱違法」明確字眼，並將判決書完整影本傳真，以收受時間最先者1名給予獎金10萬元，以表感謝之意。。

## 延伸閱讀
- (PDF), 中華民國教育部, 2014-02  [2021-02-06], （原始内容存档 (PDF)于2015-06-15）：2014年2月10日由中華民國教育部部長蔣偉寧核定的高中課程綱要歷史科部分，內容包含與前一版本（即九五課綱，文件中稱現行課程綱要）對照。

- , 中華民國教育部,   [2014-10-14], （原始内容 (Microsoft Office Word 文件)存档于2014-02-28）：九十五學年度（2006年8月－2007年7月）開始在台灣實施的課程綱要（九五課綱）歷史科部分，預定2015年8月1日由新版課綱取代。

## 外部連結
- 中華民國教育部－普通高級中學語文及社會領域課程綱要微調 （页面存档备份，存于）
- 5分鐘看懂108課綱 （页面存档备份，存于）